# Абасова, Гюнешь Алисафа-кызы
Гюнешь Алисафа-кызы Аба́сова (бел. Гюнэш Абасава, азерб. Günəş Abbasova; 2 сентября 1979, Барановичи, Брестская область, БССР) — белорусская певица азербайджанского происхождения, артистка и вокалистка Государственного Молодёжного театра Эстрады.

## Биография
Родилась и выросла в Беларуси в городе Барановичи. Занималась музыкой с детства. В школьном хоре была главной солисткой. Педагогом был музыкант и композитор Фёдор Жиляк, который открыл в ней артистку и помог развить вокальные способности.
В 2014 году Гюнешь вошла в рейтинг 50 самых стильных женщин Беларуси по мнению журнала XXL.

## Творчество
В 2000 году была приглашена на работу в Государственный Молодёжный театр эстрады Минска. Занималась в студии «Сябры» народного артиста Республики Беларусь А. И. Ярмоленко.
В 2005 году принимала участие в конкурсе молодых исполнителей «Славянский базар» в Витебске. В 2006 был записан первый сольный альбом. В этом же году приняла участие в телевизионном проекте «Песня года» в Беларуси, по результатам зрительского голосования с огромным отрывом победила с песней «Дочь Востока».
Обладательница Музыкальной премии телеканала «СТВ» в номинации «Лучший номер года» с песней «Fantastic girl»; победитель в номинации «Лучший женский вокал года в Республике Беларусь».
Стипендиат специального фонда Президента Республики Беларусь по поддержке талантливой молодёжи. В 2011 году была награждена высокой государственной наградой — медалью Франциска Скорины. Член международной Ассоциации Фестивалей и артистов «WAFA».
В 2005, 2006, 2008—2010, 2012, 2015 и 2018 годах участвовала в национальном отборе на Евровидение и занимала 2-е (2009, 2018), 4-е (2006) место, была финалистом (2005, 2008, 2010, 2012, 2015), но так и ни разу не отобралась на конкурс.
Ведет творческую деятельность.

## Награды
- 2000 — приз зрительских симпатий на Международном конкурсе молодых исполнителей «Мальвы-2000» в Польше;
- 2001 — диплом Международного конкурса «Море друзей», Ялта;
- 2001 — 1-я премия Международного конкурса молодых исполнителей украинской песни им. В. Ивасюкав, Черновцы, Украина;
- 2002 — диплом Международного конкурса «Золотой Скиф», специальный приза зрительских симпатий, Донецк;
- 2003 — диплом Международного конкурса современной музыки «Discovery», Варна, Болгария;
- 2003 — Гран-при на Международном конкурсе молодых исполнителей «Янтарная звезда», Юрмала, Латвия;
- 2003 — 1-я премия на Международном конкурсе популярной эстрадной песни «Ялта-2003», Украина;
- 2005 — 2-я премия на Международном конкурсе «Славянский базар в Витебске-2005», Белоруссия;
- 2010 — 2-я премия на Международном конкурсе песен в Стамбуле 2010;
- 2013 — 2-я премия на международном конкурсе песни «Тюрквидение-2013»[9].
- 2017 — Победитель в категории «В» (Взрослая категория) WAFA International Online Singer and Song Contest
- 2017 — Премия «Лучший вокал» конкурса Макфест-2017, Штип, Македония

## Дискография
- 2006 — «Дочь Востока»[10]
- 2008 — «Хабиби»[11]
- 2024 — «Я за тобой»[12]

## Личная жизнь
С будущим супругом познакомилась в 2013 году через социальные сети. Гекхан Джингез — турецкий футболист и тренер. Свадьба состоялась в Стамбуле в июне 2014 года. В августе 2015 года у пары родился сын Гекдениз.